# Semi-deserto dei monti afghani
Il semi-deserto dei monti afghani (codice ecoregione: PA1301) è un'ecoregione dell'Afghanistan.

## Territorio
Il semi-deserto dei monti afghani forma una zona di transizione tra i deserti veri e propri e le boscaglie aperte che attraversa l'Afghanistan da ovest a sud-est. Situato ad altitudini comprese tra i 905 e i 1200 metri di altezza, il semi-deserto riceve un apporto annuale medio di precipitazioni di 150–250 mm. Gli inverni sono miti.

## Flora
La vegetazione qui è caratterizzata da cespugli spinosi, alti non più di un metro e mezzo, che coprono solo circa il 10% dell'ecoregione; qui si trovano anche erbe e piccoli alberi spinosi sempreverdi. Qua e là crescono arbusti sparsi di Ziziphus, Acacia e Prunus.

## Fauna
Solo facendo una grande attenzione è possibile individuare le timide creature che vivono sulle montagne afghane. È più probabile riuscire a localizzare solamente le impronte di cervo o quelle dei gatti del deserto. Tutte le creature che vivono qui sono ben adattate a questo ambiente desertico aperto e arido. In queste zone aride predominano le specie di mammiferi. È possibile individuare predatori come leopardi (Panthera pardus) e linci (Lynx lynx) in agguato tra gli arbusti. Urial (Ovis orientalis), yak selvatici (Bos mutus) e cervi della Battriana (Cervus hanglu bactrianus) in via di estinzione possono essere scorti mentre si arrampicano per raggiungere le praterie di alta quota. Si possono incontrare anche asini selvatici (Equus hemionus), volpi di Rüppell (Vulpes rueppellii) e sciacalli (Canis aureus). Il fringuello alpino di Blanford (Pyrgilauda blanfordi), la nocciolaia eurasiatica (Nucifraga caryocatactes) e il fringuello montano disadorno (Leucosticte nemoricola) sono tra le specie di uccelli più conosciute che è possibile avvistare nella regione. Gli animali di acqua dolce sono attratti dal fiume Ajar e da altri piccoli fiumi e laghi di questa ecoregione.

## Conservazione

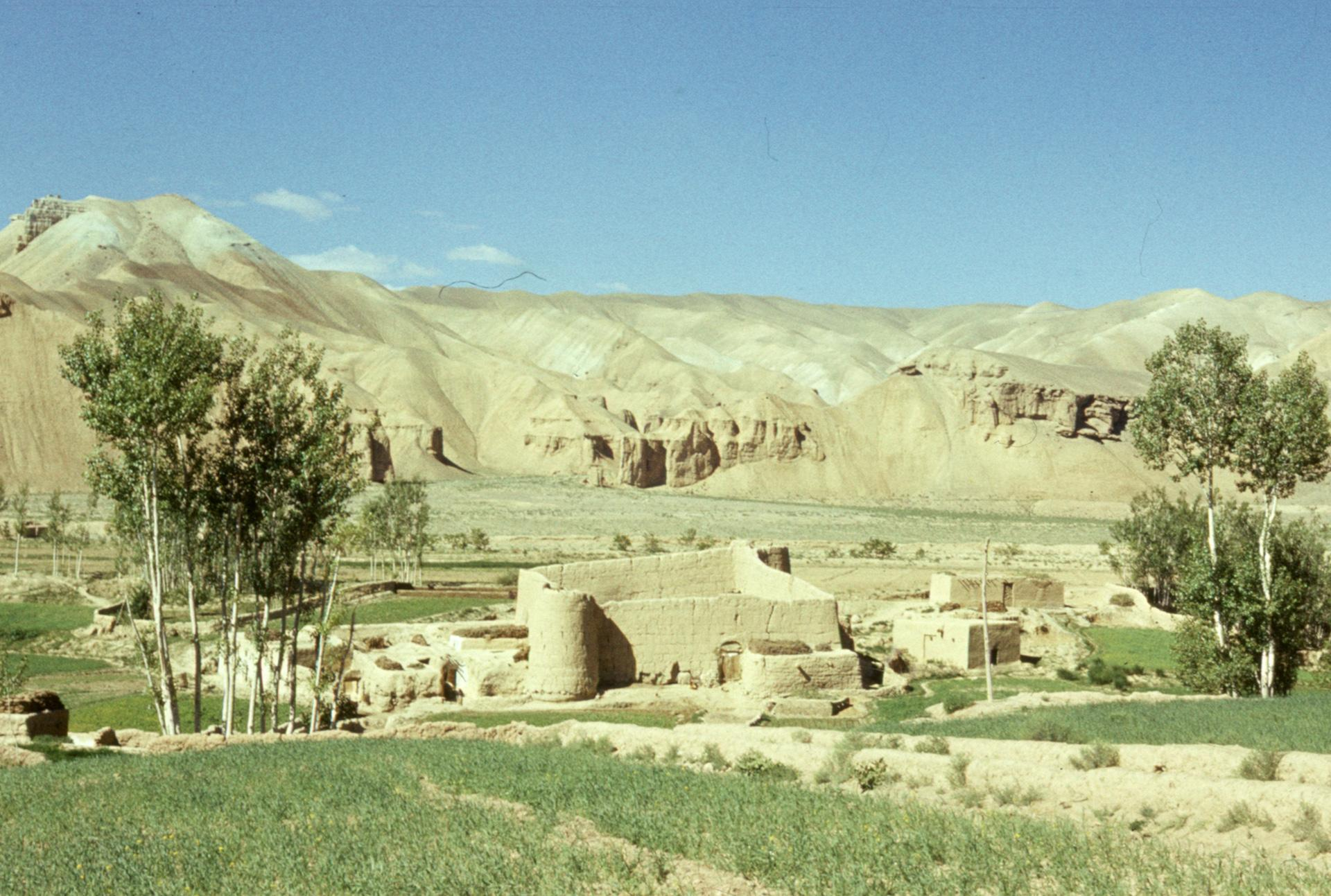
Valle di Bamyan, Afghanistan

L'elevato numero di arbusti che crescono qui si deve al sovrapascolo, che impedisce ad altre piante di raggiungere dimensioni superiori. Anche le specie introdotte hanno causato notevoli problemi: ad esempio, la trota atlantica (Salmo trutta) ha soppiantato molte specie autoctone di pesci d'acqua dolce. La raccolta delle uova e il disturbo dei nidi interessano invece le specie nidificanti di uccelli migratori e acquatici.